# Elephant Walk
Elephant Walk (Brasil: No Caminho dos Elefantes / Portugal: A Senda dos Elefantes) é um filme estadunidense de 1954, do gênero drama, dirigido por William Dieterle e estrelado por Elizabeth Taylor, Dana Andrews e Peter Finch. Produzido simultaneamente com The Naked Jungle, o filme guarda com este notável semelhança. Elizabeth Taylor substituiu Vivien Leigh, que teve de abandonar as filmagens em consequência do distúrbio bipolar que a acompanhou por larga parte de sua vida (apesar disso, algumas de suas cenas à longa distância foram aproveitadas na montagem final). A justificar o título, o clímax, filmado em estúdio, mostra os luxuosos cenários sendo arrasados por uma horda de elefantes enlouquecidos.

## Sinopse
O plantador de chá John Wiley, em visita à Inglaterra, casa-se com a jovem Ruth e a leva para sua residência, no Ceilão. A princípio, Ruth fica excitada com as novidades, mas depois desencanta-se com o marido, rude e arrogante. Ela se sente atraída pelo capataz Dick Carver, um norte-americano recém-chegado, mas uma epidemia de cólera e o ataque devastador de uma manada de elefantes interferem em seus planos.

## Elenco
| Ator/Atriz       | Personagem     |
| ---------------- | -------------- |
| Elizabeth Taylor | Ruth Wiley     |
| Dana Andrews     | Dick Carver    |
| Peter Finch      | John Wiley     |
| Abraham Sofaer   | Appuhamy       |
| Abner Biberman   | Doutor Pereira |
| Noel Drayton     | Atkinson       |
| Rosalind Ivan    | Senhora Lakin  |
| Barry Bernard    | Strawson       |
| Philip Tonge     | John Ralph     |